# Polarisation (diélectrique)
Pour les articles homonymes, voir polarisation.

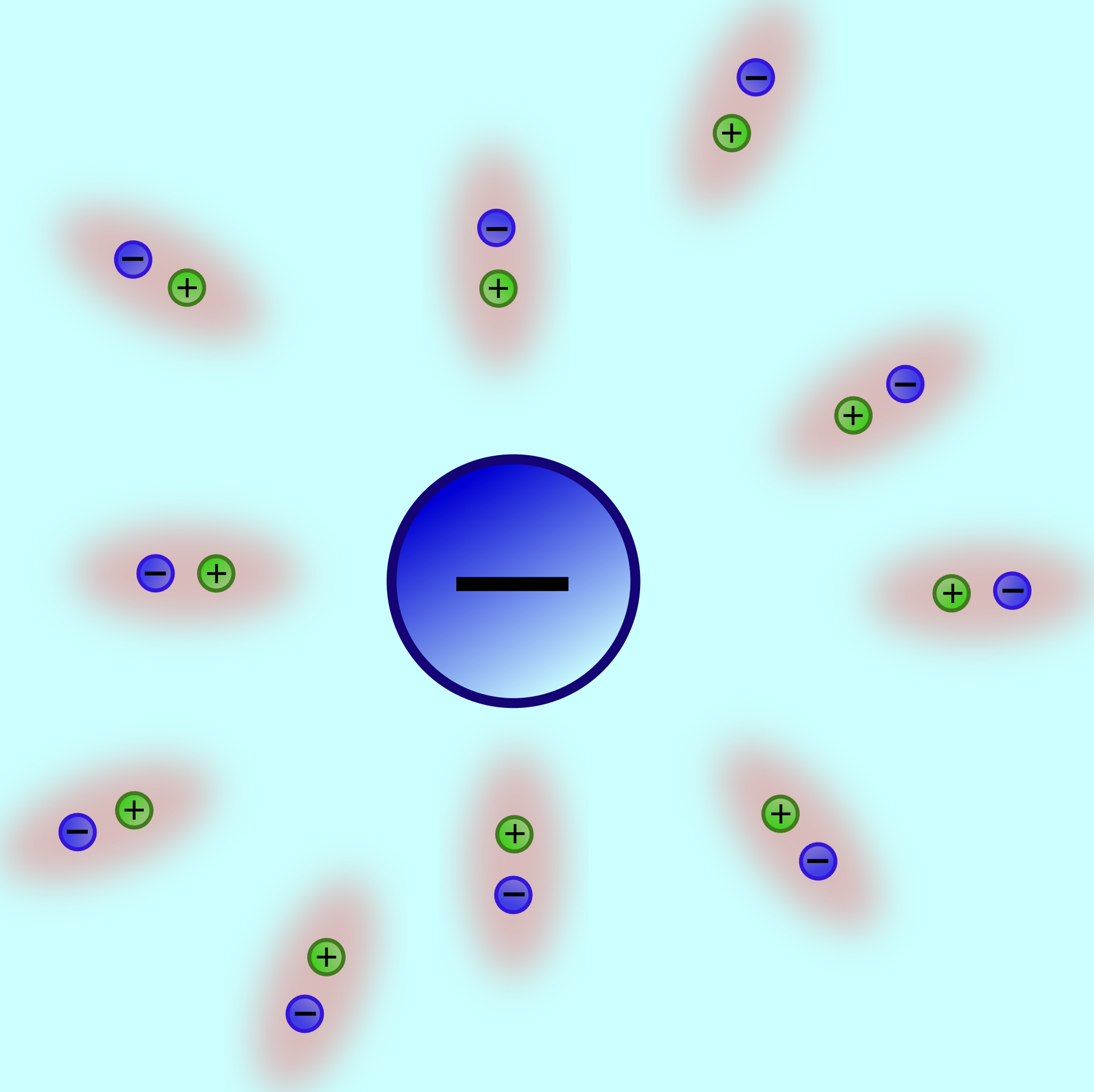
Représentation de la polarisation dans un matériau : la charge - centrale induit une orientation aux dipôles environnant pour avoir leur côté chargé + plus proche.

La polarisation (ou plus précisément le vecteur polarisation) est une grandeur physique macroscopique vectorielle utilisée dans l'étude des propriétés des matériaux diélectriques. Elle désigne la densité volumique de moment dipolaire électrostatique. Son unité dans le Système international est le C/m2. Ce concept a été introduit par Faraday alors qu'il étudiait le comportement des isolants électriques dans des champs électrostatiques.
Dans un diélectrique parfait, il n'existe pas de charges électriques libres. En particulier, un champ électrique appliqué ne provoque pas de courant électrique. Mais les charges électriques liées sont susceptibles de se déplacer sur de petites distances ou de vibrer sous l'influence d'un champ électrique : il y a alors apparition d'une polarisation.

## Types
Du point de vue microscopique, plusieurs phénomènes interviennent sous l'effet d'un champ électrique :
- la polarisation électronique due au déplacement et à la déformation du nuage électronique, cette polarisation est habituellement établie à temps très court (~10−15 s).
- la polarisation atomique ou ionique due aux déplacements des atomes ou des ions, cette dernière a aussi un temps d’établissement très court (~10−13 à 10−12 s).
- la polarisation d’orientation (ou dipolaire – Por) : si les molécules soumises au champ électrique possèdent un moment dipolaire permanent, elles ont tendance à s’orienter suivant le sens de ce champ. Le temps d’orientation des dipôles est beaucoup plus  important que dans les deux cas précédents (~10−9 à 105 s) en raison de la grande diversité des dipôles impliqués et de leur environnement moléculaire. La polarisation d’orientation est fortement dépendante de la température.
- la polarisation interfaciale (ou de charge d’espace −π) : Cette polarisation apparaît dans les matériaux hétérogènes. Elle provient de l’accumulation des charges électriques aux interfaces entre les différentes phases constituant le matériau lorsque celles-ci possèdent des permittivités et des conductivités différentes. Ce mécanisme induit un moment dipolaire macroscopique dont le temps d’établissement est long (> 103 s).

Ces phénomènes sont susceptibles de créer de nombreux dipôles électrostatiques microscopiques. La polarisation est tout simplement la mesure du moment dipolaire microscopique tenant compte du volume microscopique. Si on note le moment dipolaire microscopique ou élémentaire par {\displaystyle d{\vec {p}}} et le volume élémentaire par dV (ou dτ), on a :
{\displaystyle {\vec {P}}={\mathrm {d} {\vec {p}} \over \mathrm {d} V}}
Ces notations ne sont pas choisies au hasard, car elles mènent à l'équation qui donne le moment dipolaire électrique d'un objet:
{\displaystyle {\vec {p}}=\iiint {\vec {P}}\,\mathrm {d} V}
De plus, on voit l'analogie complète avec le moment magnétique {\displaystyle {\vec {m}}} et l'aimantation {\displaystyle {\vec {M}}} :
{\displaystyle {\vec {M}}={\mathrm {d} {\vec {m}} \over \mathrm {d} V},\quad {\vec {m}}=\iiint {\vec {M}}\,\mathrm {d} V}

## Matériaux électriquement ordonnés
Dans certains matériaux, il existe une polarisation électrique à l'état spontané, même en l'absence de champ électrique extérieur. Différents ordres électriques, c'est-à-dire différents arrangements des dipôles électrostatiques dans le matériau, sont alors possibles. La situation est dans le principe similaire aux matériaux magnétiquement ordonnés. C'est d'ailleurs des matériaux magnétiques qu'a été hérité le vocabulaire désignant ces différents ordres.
Dans un matériau ferroélectrique, par exemple PbTiO3, les dipôles électrostatiques dans deux mailles voisines sont alignés dans le même sens.
Dans un matériau antiferroélectrique,  par exemple PbZrO3, les dipôles électrostatiques dans deux mailles voisines sont alignés dans des directions opposées.

## Polarisation induite par un champ, susceptibilité électrique
Dans le cas où la polarisation est due à un champ électrique {\displaystyle {\vec {E}}} appliqué au matériau, on écrit au premier ordre que la polarisation induite est simplement proportionnelle au champ électrique :
{\displaystyle {\vec {P}}=\varepsilon _{0}\chi \,{\vec {E}}}
où {\displaystyle \varepsilon _{0}\,} est la permittivité du vide et {\displaystyle \chi \,} la susceptibilité électrique du matériau.
Cette relation est correcte et suffisante pour un matériau isotrope et pour un champ électrique pas trop intense. Elle permet de comprendre un grand nombre de phénomènes, comme la réfraction, la réflexion et l'absorption de la lumière. Pour les matériaux anisotropes, la relation doit être modifiée pour comprendre le phénomène de biréfringence.
Dans le cas d'un champ électrique intense, l'approximation précédente ne suffit plus. Les termes d'ordre supérieurs doivent être considérés. C'est le domaine de l'optique non linéaire.